# Cantilènes en gelée
Cantilènes en gelée est un recueil de vingt poèmes écrits en 1949 par Boris Vian, illustrés cette même année par Christiane Alanore, publiés aux Éditions Rougerie, réédité en 1970 dans la collection 10/18 chez Christian Bourgois avec Barnum's Digest, réédité de nouveau en 1972 avec des poèmes inédits repris dans la Pochothèque en 1991, puis dans Le Livre de poche en 1997.

## Historique de la publication
La première édition a d'abord donné lieu à un ouvrage de bibliophilie tel que Boris Vian les aimait, avec des dessins. Ce livre était le second de la collectionPoésie et critique dirigée par Georges-Emmanuel Clancier, il a été tiré à deux cents exemplaires, dont 10 exemplaires de luxe numérotés de 1 à dix. La justification exacte donnée par Noël Arnaud indique précisément que les dix exemplaires de tête étaient hors commerce (H.C) et comportaient une suite de dessins sur papier chiffon, et deux autres dessins ainsi que e manuscrit calligraphié de la main de Boris Vian. Le livre de luxe étant vendu par souscription, Vian s'est défoulé sur le bulletin (il n'avait pas rédigé la justification) qui se présentait ainsi :

« À paraître vers Avril aux éditions R.J Rougerie, Limoges, Boris Vian : Cantilènes en gelée, poèmes vertueux, illustrés par Christiane Alanore. Manuscrits photographiés sur hélo in-coq, tous numérotés et signés, tirage limité à deux cents exemplaires comportant cinq dessins au prix de fr 500, dix exemplaires comportant  lesept dessins tirés sur machin spécial et munis en annexe d'orignaux vachement calligraphiés au prix de fr: 3 000 francs. »

Par ailleurs Boris avait souhaité que le texte et les dessins de l'ouvrage soient irés ensemble et non séparément. Pour consoler l'auteur, Rougerie a l'idée de l'inviter à Limoges pour jouer de la trompette, bien que le Hot Club de Limoges soit sous la férule de Hugues Panassié avec lequel Boris est fâché.

## Le lancement
Malgré l'insistance de Rougerie, Boris se déclare non disponible. Il s'occupe en effet de lancer les Cantilènes à la librairie du Club Saint-Germain. le petit peuple des caves reçoit une invitation calligraphiée de sa main : « (...) le pirate qui préside aux destinées du Club Saint-Germain, 13 rue Saint-Benoît, vous convie le samedi 14 mai 1949 à 18 heures, à l'absorbsion par voie buccale de mélanges alcoolisés ( qu'il dit). Ceci pour célébrer la parution en librairie d'une réalisation de haute portée sociale. »
Dans un premier temps, Boris avait envisagé d'inviter Paul Claudel, Henry Bordeaux et François Mauriac, mais ses poètes préférés étaient quand même Jacques Prévert et Raymond Queneau. Le cocktail de Cantilène fut un « évènement bien parisien, c'est-à-dire éphémère et sans la moindre portée. »
Cantilènes auront tout de même eu deux cents lecteurs du vivant de Boris Vian, puis le livre deviendra introuvable, sans qu'on le voit jamais  chez les soldeurs

## Présentation du recueil
Chaque poème est dédié à des amis sous des noms aménagés : Raymond Queneau devient Raymond le chien ou bien sous leur vrai nom (Simone de Beauvoir) ou leur surnom : la mère Pouche pour sa mère. Outre Cantilènes en gelées, proprement dites, le recueil en Livre de poche  édition de 1997 comprend Barnum's Digest en introduction, et une vingtaine de poèmes inédits parmi lesquels les trois lignes sur Victor Hugo, Monsieur Victor, qui « est mort et ne bandera plus » (A Monsieur Victor).
Dans les chansons et poèmes érotico-humoristiques, inédits entre 1947 et 1949,  qui font partie de cette édition où se trouve À Monsieur Victor, il y  a encore ,dans la même veine : La Vaseline quatrain traitant aussi des préservatifs, avec un jeu de mots « de con en fomble. »  Dans Chanson galante poème en huit vers Boris rappelle l'usage de la Gyraldose à la rubrique des plaisirs féminins. Dans une chanson  tendre : Chanson de charme, très lyrique, il décrit les charmes de la vie : « le charme des matins, emmitouflés de brume, où valsent les lapins, le charme des cuillères qui raclent les assiettes, et la soupe aux yeux clairs. »

## Liste des cantilènes
1. Chatterie  dédicadé aux Scorpions
2. Qu'y a-t-il?, à Jacques Prévence (qui se plaisait à Saint-Paul-de Vence)
3. La vie en rouge à  Édith allusion à la vie en rose et à la difficile naissance d'Édith
4. À Émile Verhaeren  visiblement parodique parce que ce poème l'ennuie
5. À  griffes : le sujet est une femme à l'« air pélagiquement songeur » qui rencontre Œdipe
6. À la colle dans lequel sont évoqués « les fusils à deux coups, à canons accolés » issus du catalogue général « de la Manufacture d'Armes et Cycles de Saint-Étienne (Loire) »
7. Les Araignées à Odette Bost, poème magique sur la vieillesse et l'enfance
8. Le Grand Passage  (1946) dédié à Brenot
9. Les Instanfataux à Raymond le chien
10. La vraie rigolade à Raymond le chêne (Queneau toujours).
11. Les îles, peuplées de femmes molles blanches et douces, dédié  à Lucien Coutaud
12. Des goûts et des couleurs, à Félix Labisse
13. Précisions sur la vie, à mes zenfants
14. Les mers de Chine, à Simone de Beauvoir (1947), c'est le plus long poème<;
15. Premier amour, à Jean Boullet pour lui changer les idées... (1947)
16. La Licorne, à toi
17. Les Mouches, à Jean-Paul Sartre-Oudin
18. Les mains pleines, aux innocents (1948)
19. À ma sœur; à la Mère Pouche (1948)
20. Le Fond de mon cœur, à moi
21. Art poétique, à Victorugo
22. Les Frères, (1949)